# Casa de Cultura Teodoro Cuesta
La Casa de Cultura Teodoro Cuesta de Mieres es una entidad pública que tiene como objetivo contribuir directamente a la producción de cultura en el más amplio espectro de la misma, desde la promoción de valores, ideas, signos cultures  a la producción  obras culturales nuevas.

## Historia
Se inauguró el 31 de mayo de 1988, y desde ese momento puede considerarse como un catalizador de actividades culturales y proyectos artísticos, tanto de artes plásticas, como escénicas, gráficas o musicales.
Puede considerarse la heredera de la tradición local de asociacionismo sociocultural que consideraba la cultura como una manifestación y una expresión tanto personal como grupal, por lo que tiene una talante de apertura donde se combinan la tradición y la vanguardia en el ámbito cultural de Mieres.

## Edificio
El edificio, que presenta una planta en forma de U y dos alturas más ático,  integra diversos espacios, desde la Oficina de Turismo, al Conservatorio, pasando por la Biblioteca-Archivo Municipal. En 2007 la Casa de Cultura se vio ampliada con una nuevas instalaciones, un teatro con capacidad para 400 personas, y un salón de actos con capacidad para 120 personas.
La fachada principal que se encuentra en la calle Manuel Llaneza, permite ver un cuerpo central transversal y a los lados dos prominencias, una de las cuales se alarga por la calle Jerónimo Ibrán. Externamente destaca la gran cantidad de ventanas que presenta y su diversidad de formas y tamaños. En el lateral derecho de la fachada y formando parte del conjunto hay  expuesta una antigua máquina de vapor. La entidad cultural lleva el nombre de Teodoro Cuesta en honor a dicho escritor en lengua asturiana que también fue un destacado músico y compositor.